# Martín Benítez
Martín Nicolás Benítez (Posadas, 17 juni 1994) is een Argentijns voetballer die doorgaans speelt als rechtsbuiten. In mei 2025 verruilde hij América voor Goiás.

## Clubcarrière
Benítez speelde in de jeugdopleiding van Independiente en maakte bij die club ook zijn debuut. Op 19 november 2011 won de club met 3–0 van Club Olimpo en coach Ramón Díaz liet Benítez na zevenenzestig minuten invallen voor Leonel Núñez. Zijn eerste professionele doelpunt volgde op 4 december van datzelfde jaar. In het Estadio Libertadores de América kwam Newell's Old Boys op voorsprong door Pablo Pérez. Benítez tekende zes minuten na rust voor de beslissende gelijkmaker: 1–1. In juli 2018 verlengde de vleugelspeler zijn verbintenis tot medio 2021.
Benítez werd begin 2020 voor de duur van een kalenderjaar gehuurd door Vasco da Gama. Deze verhuurperiode werd later verlengd tot medio 2021. Na deze verhuurperiode ging hij opnieuw tijdelijk weg, ditmaal naar São Paulo. In januari 2022 nam Grêmio de aanvaller op huurbasis over. Een half seizoen later was de beurt aan América. Die club nam hem in januari 2023 ook definitief over, met een contract tot eind 2025. Goiás nam Benítez in mei 2025 over.

## Clubstatistieken
| Seizoen | Club            | Competitie       | Competitie | Competitie | Beker | Beker | Internationaal | Internationaal | Totaal | Totaal |
| Seizoen | Club            | Competitie       | Wed.       | Dlp.       | Wed.  | Dlp.  | Wed.           | Dlp.           | Wed.   | Dlp.   |
| ------- | --------------- | ---------------- | ---------- | ---------- | ----- | ----- | -------------- | -------------- | ------ | ------ |
| 2011/12 | Independiente   | Primera División | 10         | 2          | 0     | 0     | —              | —              | 10     | 2      |
| 2012/13 | Independiente   | Primera División | 11         | 1          | 0     | 0     | 4              | 0              | 15     | 1      |
| 2013/14 | Independiente   | Primera División | 10         | 0          | 0     | 0     | —              | —              | 10     | 0      |
| 2014    | Independiente   | Primera División | 8          | 0          | 0     | 0     | —              | —              | 8      | 0      |
| 2015    | Independiente   | Primera División | 26         | 7          | 3     | 0     | 6              | 0              | 35     | 7      |
| 2016    | Independiente   | Primera División | 14         | 2          | 4     | 0     | —              | —              | 17     | 1      |
| 2016/17 | Independiente   | Primera División | 27         | 1          | 4     | 0     | 7              | 1              | 38     | 2      |
| 2017/18 | Independiente   | Primera División | 20         | 6          | 2     | 0     | 13             | 4              | 35     | 10     |
| 2018/19 | Independiente   | Primera División | 19         | 3          | 4     | 3     | 8              | 0              | 31     | 6      |
| 2019/20 | Independiente   | Primera División | 12         | 0          | 5     | 1     | 4              | 1              | 21     | 2      |
| 2020    | → Vasco da Gama | Série A          | 27         | 2          | 4     | 1     | 2              | 0              | 33     | 3      |
| 2021    | → São Paulo     | Série A          | 33         | 2          | 4     | 1     | 5              | 1              | 42     | 4      |
| 2022    | → Grêmio        | Série B          | 10         | 0          | 1     | 0     | —              | —              | 11     | 0      |
| 2022    | → América       | Série A          | 15         | 1          | 0     | 0     | —              | —              | 15     | 1      |
| 2023    | América         | Série A          | 29         | 6          | 6     | 2     | 6              | 1              | 41     | 9      |
| 2024    | América         | Série B          | 15         | 1          | 1     | 0     | —              | —              | 16     | 1      |
| 2025    | América         | Série B          | 8          | 0          | 1     | 0     | —              | —              | 9      | 0      |
| 2025    | Goiás           | Série B          | 0          | 0          | 0     | 0     | —              | —              | 0      | 0      |
| Totaal  | Totaal          | Totaal           | 294        | 35         | 39    | 8     | 55             | 8              | 388    | 51     |

Bijgewerkt op 26 mei 2025.